# Лола LC87
Лола LC87 е болид от Формула 1, конструиран от Лола, с който отбора на Ларус участва през сезон 1987. Той е пилотиран от Филип Алио и Яник Далмас.
Болидът е подобрена версия на болидите които Лола конструира за Формула 3000, но с дълго междуосие и по-голям резервоар. Пилотиран от бившия пилот на Лижие, Филип Алио, отборът прави своя дебют в ГП на Сан Марино. Отборът постига и първите си точки в Силвърстоун, където Алио финишра 6-и, следвани от още две шести места в Ещорил и Херес. От ГП на Мексико, Ларус пусна в употреба и втори болид за друг френски пилот, Яник Далмас. Далмас постигна най-добрия си резултат в последния кръг в Аделейд, където финишира 5-и, но не взе точки, поради факта че Ларус участва само с един болид за целия сезон.
Ларус постига общо три точки, за да се класира на девето място при конструкторите, докато при отделния шампионат за атмосферни двигатели се класира втори с 43 точки.

## Класиране във Формула 1
| Година | Отбор             | Двигател       | Гуми | Пилоти      | 1   | 2   | 3   | 4   | 5   | 6   | 7   | 8   | 9   | 10  | 11  | 12  | 13  | 14  | 15  | 16  | Точки | WCC |
| ------ | ----------------- | -------------- | ---- | ----------- | --- | --- | --- | --- | --- | --- | --- | --- | --- | --- | --- | --- | --- | --- | --- | --- | ----- | --- |
| 1987   | Larrousse Calmels | Косуърт DFZ V8 | Г    |             | BRA | SMR | BEL | MON | DET | FRA | GBR | GER | HUN | AUT | ITA | POR | ESP | MEX | JPN | AUS | 3     | 9-и |
| 1987   | Larrousse Calmels | Косуърт DFZ V8 | Г    | Яник Далмас |     |     |     |     |     |     |     |     |     |     |     |     |     | 9   | 14  | 5*  | 3     | 9-и |
| 1987   | Larrousse Calmels | Косуърт DFZ V8 | Г    | Филип Алио  |     | 10  | 8   | Ret | Ret | Ret | Ret | 6   | Ret | 12  | Ret | Ret | 6   | 6   | Ret | Ret | 3     | 9-и |

*: Не взима точки.